# Sunrise Comfort Station (S-005)
Pour les articles homonymes, voir Sunrise Comfort Station.
La Sunrise Comfort Station – ou Comfort Station S-005 – est un bâtiment abritant des toilettes publiques à Sunrise, dans l'État de Washington, aux États-Unis. Situé au sein du parc national du mont Rainier, ce bloc sanitaire a été construit en 1932 dans le style rustique du National Park Service, dans le cadre d'un projet supervisé par Thomas Chalmers Vint. Il fait partie du district historique de Sunrise, un district historique inscrit au Registre national des lieux historiques depuis le 13 mars 1991. En revanche, il ne contribue pas au Mount Rainier National Historic Landmark District, lequel comprend une structure similaire, la Comfort Station S-310.